# Josef Suk
Josef Suk (Křečovice, 1874. január 4. – Benešov, 1935. május 29.) cseh zeneszerző és hegedűművész.

## Élete
Hegedűsnek és zeneszerzőnek (Antonín Dvořák) készült a prágai konzervatóriumban. Negyven éven át a Cseh vonósnégyes másodhegedűse volt. 1922-től tanított egykori alma materében, 1930-ban rektora is lett. Dvořák lányát vette feleségül. 
Szimfonikus költeményeket, zongoradarabokat is írt.

## Fontos műve
Asrael (1906) egy több, mint egyórás szimfónia.
A szimfónia a zsidó és az iszlám vallási mitológiákból ismert Azrael halál angyala. Nevének jelentése „Isten segítsége”, tehát az angyal feladata az, hogy a lelkeket átsegítse a túlvilágra és vigaszt nyújtson az evilág elhagyóinak. Suk szimfóniája arról szól, hogy a halál diadala ideiglenes, egy illúzió, mert Azrael a lét fölött lebeg.